# Пастриччола
Пастриччола (фр. Pastricciola, корс. Pastricciola) — коммуна во Франции, находится в регионе Корсика. Департамент коммуны — Южная Корсика. Входит в состав кантона Севи-Сорру-Чинарка. Округ коммуны — Аяччо.
Код INSEE коммуны — 2A204.

## Население
Население коммуны на 2008 год составляло 84 человека.
| 1962 | 1968 | 1975 | 1982 | 1990 | 1999 | 2008 |
| ---- | ---- | ---- | ---- | ---- | ---- | ---- |
| 178  | 249  | 180  | 115  | 89   | 81   | 84   |

## Экономика
В 2007 году среди 44 человек в трудоспособном возрасте (15—64 лет) 22 были экономически активными, 22 — неактивными (показатель активности — 50,0 %, в 1999 году было 52,5 %). Из 22 активных работали 19 человек (14 мужчин и 5 женщин), безработными были 3 мужчины. Среди 22 неактивных 1 человек был учеником или студентом, 10 — пенсионерами, 11 были неактивными по другим причинам.
В 2008 году в коммуне насчитывалось 40 домохозяйств, в которых проживали 84 человека, медиана доходов составляла 16 394 евро на одного человека.